# Гімн Білоруської РСР
Гімн Білоруської РСР (біл. гімн Беларускай ССР) — один з офіційних державних символів Білоруської РСР. Створений в 1955 році, у ході процесу надання союзним республікам більших ознак суверенності. Музика Нестора Соколовського, слова Михайла Климковича. Був державним гімном в 1955-1991 роках. Потім до 2002 року гімном Білорусі була тільки музика без тексту, а в 2002 році на музику цього гімну були покладені перероблені вірші.

## Текст
| По-білоруськи: Мы, беларусы, з братняю Руссю Разам шукалі к шчасцю дарог. Ў бітвах за волю, ў бітвах за долю З ёй здабылі мы сцяг перамог! Нас аб'яднала Леніна імя, Партыя к шчасцю вядзе нас ў паход. Партыі слава! Слава Радзіме! Слава табе беларускі народ! Сілы гартуе, люд Беларусі Ў братнім саюзе, ў мужнай сям'і Вечна мы будзем, вольныя людзі, Жыць на шчаслівай, вольнай зямлі! Нас аб'яднала Леніна імя, Партыя к шчасцю вядзе нас ў паход. Партыі слава! Слава Радзіме! Слава табе, наш свабодны народ! Дружба народаў — сіла народаў, К шчасцю працоўных сонечны шлях Горда ж узвіся ў светлыя высі, Сцяг камунізму — радасці сцяг! Нас аб'яднала Леніна імя, Партыя к шчасцю вядзе нас ў паход. Партыі слава! Слава Радзіме! Слава табе, наш савецкі народ! | Український переклад Ми, білоруси, з братньою Руссю, Разом шукали до щастя доріг. У битвах за волю, у битвах за долю, З нею здобули ми стяг перемог. Нас об'єднало Леніна ім'я, Партія до щастя веде нас у похід Партії слава! Слава Вітчизні! Слава тобі, білоруський народе! Сили гартує, люд Білорусі У братерському союзі, в потужній сім'ї Вічно ми будемо, вільні люди Жити на щасливій, вільній землі Нас об'єднало Леніна ім'я Партія до щастя веде нас у похід Партії слава! Слава Вітчизні! Слава тобі, наш вільний народ! Дружба народів — сила народів, До щастя трудящих сонячний шлях Гордо піднесись у світлу височінь, Стяг комунізму — радості стяг! Нас об'єднало Леніна ім'я Партія на щастя веде нас у похід Партії слава! Слава Вітчизні! Слава тобі, наш радянський народ! |

## Дивіться також
- Гімн Білорусі